# شهرستان شوانگپای
شهرستان شوانگپای (به لاتین: Shuangpai County) یک شهرستان‌های جمهوری خلق چین در چین است که در یونگژو واقع شده‌است. شهرستان شوانگپای ۱٬۷۳۹٫۳۲ کیلومتر مربع مساحت و ۱۶۳٬۲۷۴ نفر جمعیت دارد.